# 厚邊鳳尾蘚
厚邊鳳尾蘚（学名：Fissidens javanicus）为鳳尾蘚科鳳尾蘚屬下的一个种。

## 扩展阅读
- 維基物種上的相關：厚邊鳳尾蘚